# Чарлз Берон Кларк
Чарлз Берон Кларк (англ. Charles Baron Clarke, 17 червня 1832, Андовер — 25 серпня 1906, Лондон) — англійський ботанік.
Він навчався в Королівському коледжі Лондона з 1846 до 1852 року, а потім у Триніті-коледжі в Кембриджі, де отримав диплом бакалавра мистецтв.
Кларк викладав математику у Призидентському Коледжі Калькутти. З 1857 до 1865 був інспектором народних училищ у Східній Бенгалії, а потім у Індії, з 1869 до 1871 року суперінтендантом Ботанічного саду Калькутти. З 1894 до 1896 року він був президентом Лондонського Ліннеївського товариства, а у 1882 році обраний членом Лондонського королівського товариства. Чарлз Берон Кларк працював в Королівських ботанічних садах в К'ю аж до своєї смерті у 1906 році..

## Наукова діяльність
Чарлз Берон Кларк спеціалізувався на папоротеподібних та на насіннєвих рослинах.

## Наукові роботи
- A class-book of geography. Видання Macmillan and Co. 280 pp. (1878).
- Review of the ferns of Northern India (1879). Видання Taylor & Francis. 195 pp.
- Commelinacae (1881).
- Crytandraceea (1883).
- On the Indian species of Cyperus: with remarks on some others that specially illustrate the sub-divisions of the genus. Видання Лондонського Ліннеївського товариства. 202 pp. (1884).
- Philippine Acanthaceae.
- The Subsubareas of British India.
- Speculations From Political Economy. Видання Macmillan. 108 pp. (1886).
- A list of the flowering plants, ferns, and mosses collected in the immediate neighbourhood of Andover.
- New Philippine Acanthaceæ (1906).
- The Cyperaceae of Costa Rica.
- Illustrations of Cyperaceae. Видання Williams & Norgate. 292 pp.